# Cotinga écaillé
Ampelioides tschudii
Genre
Espèce
Statut de conservation UICN

 LC  : Préoccupation mineure
Le Cotinga écaillé (Ampelioides tschudii) est une espèce d’oiseaux de la famille des Cotingidae, la seule du genre Ampelioides.
Cette espèce vit en Bolivie, en Colombie, en Équateur, au Pérou et au Venezuela.